# Casa rectoral de l'església de Sant Miquel
La Casa rectoral de l'església de Sant Miquel és una obra eclèctica de l'Espluga de Francolí (Conca de Barberà) inclosa a l'Inventari del Patrimoni Arquitectònic de Catalunya.

## Descripció
Edifici que, adossat a la façana occidental de l'església, és un clar exemple d'arquitectura d'inèrcia neoclàssica. Combina en la façana les obertures amb arc i arquitravades. El darrer nivell és compost a manera de fris amb elements quadrats i en forma de petits pilastres adossats que recorden les mètopes i els tríglifs clàssics.